# محوطه پشته لارت
محوطه پشته لارت در شهرستان دره‌شهر، بخش بدره، روستای لارت واقع شده و این اثر در تاریخ ۱۴ مرداد ۱۳۸۲ با شمارهٔ ثبت ۹۵۲۹ به‌عنوان یکی از آثار ملی ایران به ثبت رسیده است.